# Zlynka
Zlynka è una città della Russia europea sudoccidentale (Oblast' di Brjansk), situata sul fiume omonimo, 225 km a sudovest del capoluogo Brjansk; dipende amministrativamente dal distretto omonimo, del quale è anche capoluogo.

## Società

### Evoluzione demografica
Fonte: mojgorod.ru
- 1897: 5.300
- 1926: 6.400
- 1939: 8.800
- 1959: 6.000
- 1970: 6.100
- 1989: 5.600
- 2007: 5.400